# Przeworno (gromada)
Przeworno – dawna gromada, czyli najmniejsza jednostka podziału terytorialnego Polskiej Rzeczypospolitej Ludowej w latach 1954–1972.
Gromady, z gromadzkimi radami narodowymi (GRN) jako organami władzy najniższego stopnia na wsi, funkcjonowały od reformy reorganizującej administrację wiejską przeprowadzonej jesienią 1954 do momentu ich zniesienia z dniem 1 stycznia 1973, tym samym wypierając organizację gminną w latach 1954–1972.
Gromadę Przeworno z siedzibą GRN w Przewornie utworzono – jako jedną z 8759 gromad na obszarze Polski – w powiecie strzelińskim w woj. wrocławskim, na mocy uchwały nr 25/54 WRN we Wrocławiu z dnia 2 października 1954. W skład jednostki weszły obszary dotychczasowych gromad: Przeworno i Cierpice ze zniesionej gminy Przeworno, Strużyna (bez przysiółka Kaszówka) ze zniesionej gminy Krzywina oraz Rożnów i Karnków ze zniesionej gminy Gnojna w tymże powiecie. Dla gromady ustalono 20 członków gromadzkiej rady narodowej.
1 stycznia 1960 do gromady Przeworno włączono Ostrężna i Dzierżkowa ze zniesionej gromady Ostrężna w tymże powiecie.
31 grudnia 1961 do gromady Przeworno włączono obszar zniesionej gromady Krzywina w tymże powiecie.
Gromada przetrwała do końca 1972 roku, czyli do kolejnej reformy gminnej. 1 stycznia 1973 w powiecie strzelińskim reaktywowano gminę Przeworno.